# Hillman Hunter
Hillman Hunter är en personbil, tillverkad av den brittiska biltillverkaren Hillman mellan 1967 och 1979.

## Hillman Minx/Hunter
I början av sextiotalet arbetade Rootes på en efterföljare till Hillman Minx och Super Minx. Man hade stora planer för den nya bilen, men utvecklingen av Hillman Imp tog huvuddelen av företagets resurser och den större bilen fick i stort sett nöja sig med en ny kaross. Drivlina och chassi-komponenter hämtades från företrädarna. Framvagnen moderniserades dock med McPherson fjäderben.
Hillman Hunter introducerades hösten 1966 med en 1,7-liters motor från Super Minx. Ett år senare kom Hillman Minx med en mindre 1,5-liters motor. Samtidigt kompletterades programmet med en kombi-version. På många exportmarknader såldes bilen under Sunbeam-namnet.
1969 flyttades produktionen från Ryton-on-Dunsmore för att göra plats för den nya Avenger, till Imp-fabriken i skotska Linwood, där det var gott om outnyttjad produktionskapacitet. Ett år senare genomförde den nya ägaren Chrysler Europe en rationalisering av Rootes omfattande modellprogram. Minx-namnet försvann, efter nästan fyrtio år på marknaden, och ersattes av Hunter de Luxe.
1970 tillkom en tvåförgasarmotor i Hunter GT och två år senare kom den ännu starkare Hunter GLS.
1976 lade Chrysler Europe ned sina sista brittiska märken och bilarna bar därefter namnet Chrysler Hunter. Bilen sålde nu i så små volymer att produktionen flyttades till Irland, där den tillverkades fram till 1979.
Motor:
| Modell     | Motor              | Cylindervolym | Effekt | Bränslesystem    |
| ---------- | ------------------ | ------------- | ------ | ---------------- |
| Minx, DL   | 4-cyl radmotor ohv | 1496 cm³      | 54 hk  | Enkel förgasare  |
| Minx Super | 4-cyl radmotor ohv | 1725 cm³      | 61 hk  | Enkel förgasare  |
| GL         | 4-cyl radmotor ohv | 1725 cm³      | 72 hk  | Enkel förgasare  |
| GT         | 4-cyl radmotor ohv | 1725 cm³      | 79 hk  | Dubbla förgasare |
| GLS        | 4-cyl radmotor ohv | 1725 cm³      | 93 hk  | Dubbla förgasare |

## Övriga märken
Liksom sin företrädare var även Hunter ett mål för badge engineering och såldes under flera märkesnamn.

### Singer Gazelle/Vogue
Singer Vouge introducerades samtidigt med Hunter-modellen och ett år senare kom Singer Gazelle, motsvarande Minx-modellen. Dessa var lite bättre utrustade än Hillman-bilarna och såldes bara med sedan-kaross.
I samband med rationaliseringarna i början av 1970 lades Singer-varianterna ned och därmed försvann märket Singer.
Motor:
| Modell  | Motor              | Cylindervolym | Effekt | Bränslesystem   |
| ------- | ------------------ | ------------- | ------ | --------------- |
| Gazelle | 4-cyl radmotor ohv | 1496 cm³      | 54 hk  | Enkel förgasare |
| Vouge   | 4-cyl radmotor ohv | 1725 cm³      | 72 hk  | Enkel förgasare |

### Humber Sceptre
Humber Sceptre var den mest påkostade varianten och skiljde sig från de enklare modellerna genom lyxigare inredning och dubbla strålkastare. Från 1974 såldes den även med kombi-kaross.
Modellen lades ned 1976 och därmed försvann även märket Humber.
Motor:
| Modell  | Motor              | Cylindervolym | Effekt | Bränslesystem    |
| ------- | ------------------ | ------------- | ------ | ---------------- |
| Sceptre | 4-cyl radmotor ohv | 1725 cm³      | 79 hk  | Dubbla förgasare |

### Sunbeam Alpine/Rapier
Sunbeam Rapier var en sportigare coupé-version av Hunter-modellen.
- Se under huvudartikeln: Sunbeam Rapier.

### Paykan
Rootes slöt ett avtal med Paykan om att montera Hillman Hunter-bilar i Iran. Tillverkningen startade 1967. 1985 sålde den nya ägaren PSA hela produktionsrätten till Paykan och bilen fortsatte att tillverkas i Iran fram till 2005, under hela 38 år.

## Bilder

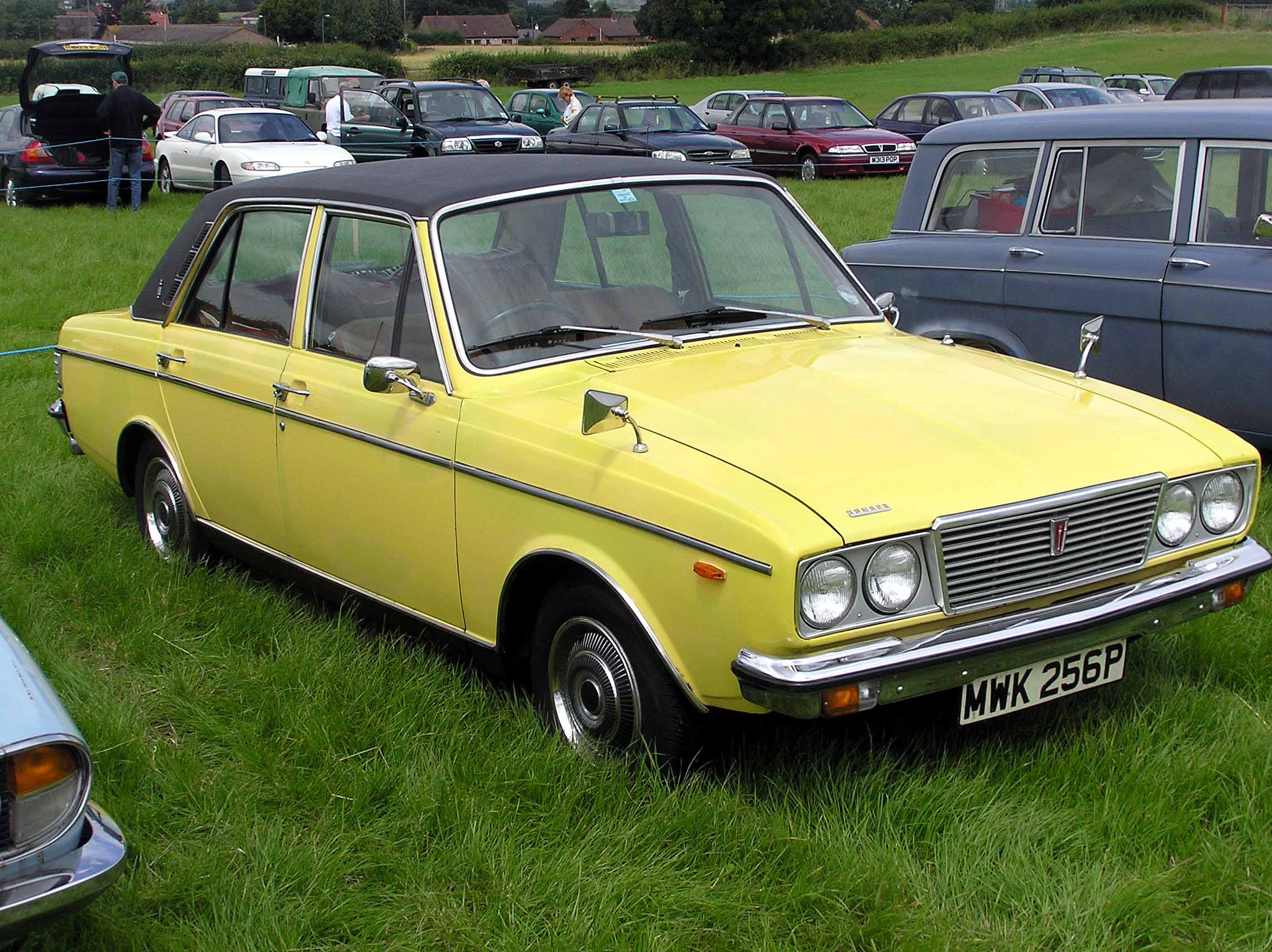
Humber Sceptre
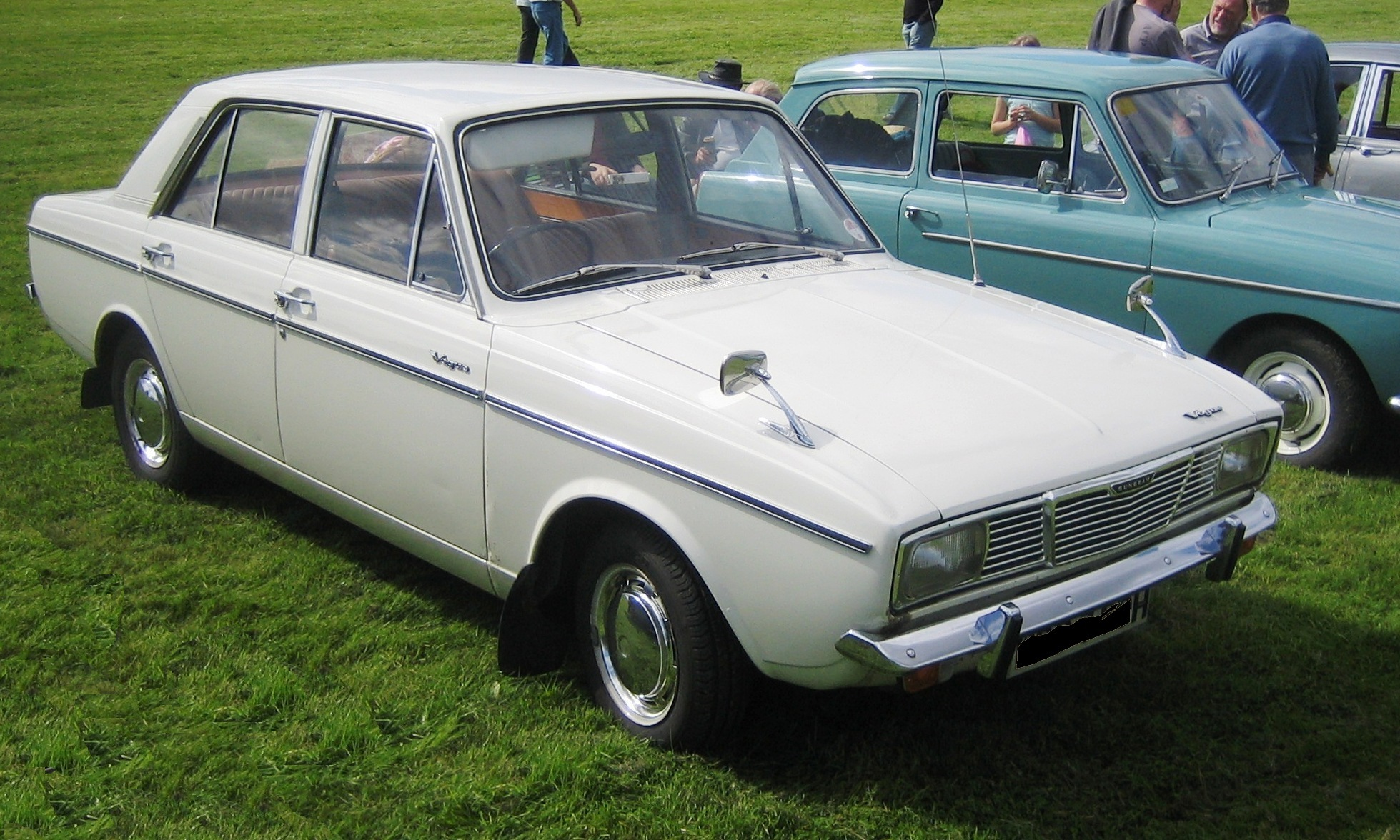
Singer Vogue
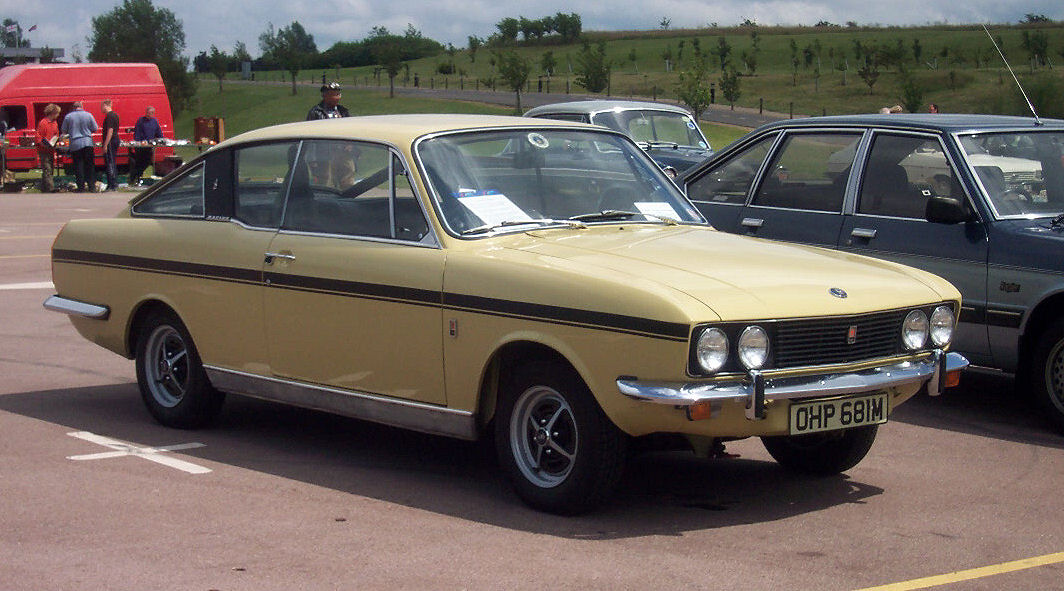
Sunbeam Rapier
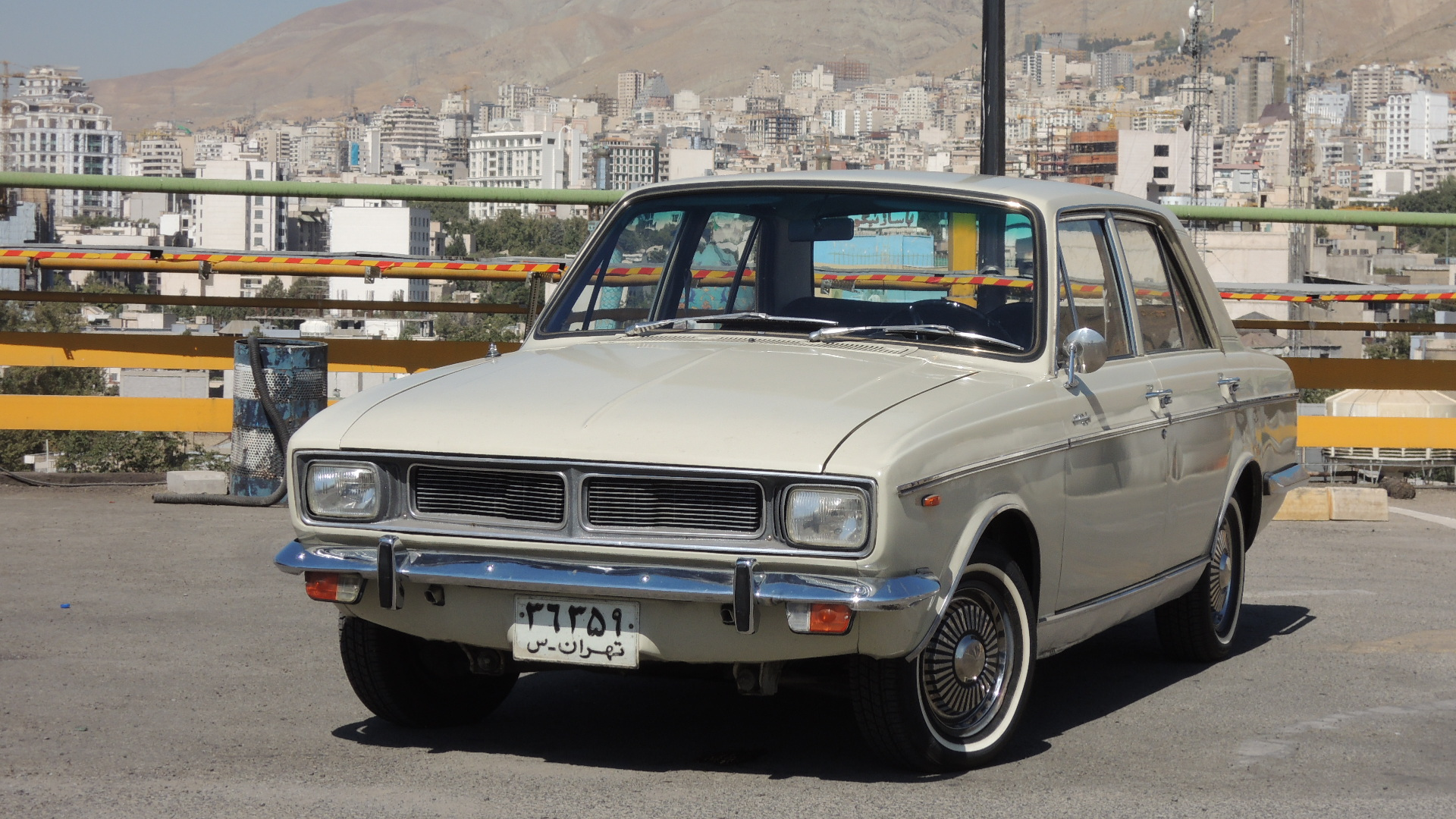
Paykan